# Palmer Mansion

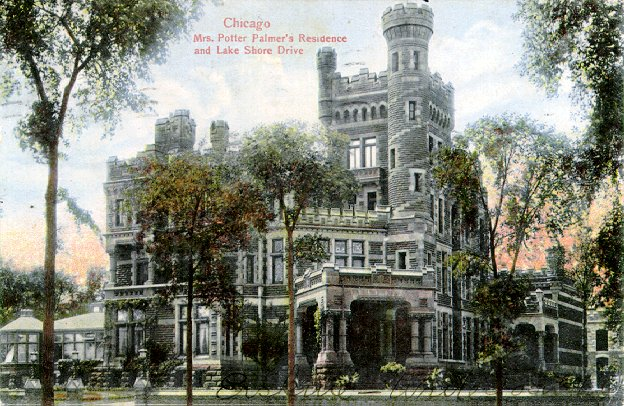
La Palmer Mansion au début du XX.

La Palmer Mansion, construite entre 1882 et 1885 au 1350 Lake Shore Drive, fut l'une des plus grandes résidences privées de Chicago. Située dans le quartier de Near North Side, elle faisait face au lac Michigan. Elle fut dessinée par les architectes Henry Ives Cobb (1859-1931) et Charles Sumner Frost, du bureau Cobb and Frost, mandatés par Bertha et Potter Palmer. Palmer était un important homme d'affaires de Chicago qui initia le développement de State Street. La construction de la Palmer Mansion sur Lake Shore Drive marqua le début du développement du Gold Coast Historic District, qui est demeurée l'un des quartiers les plus riches de la cité. Elle est détruite en 1950.